# 久野元宗
久野 元宗（くの もとむね）は、戦国時代の武将。今川氏の家臣。遠江国久野城主。
今川氏の家臣として各地を転戦、永禄3年（1560年）の桶狭間の戦いでは先鋒を務めた。千秋季忠を討ち取るなど功を挙げたが、その後、織田軍本隊の突撃を受け総大将・今川義元や弟の宗経らと共に戦死した。
家督は三弟・宗能が継いだ。